# 四川省隆昌市第一中学
四川省隆昌市第一中学（英語：Longchang No. 1 Middle School），简称隆昌一中，旧称金鹅书院、莲峰书院、隆昌县官立高等小学堂、隆昌中学堂、隆昌县立初级中学校、隆昌县立中学、四川省隆昌县第一中学，是一所位于中华人民共和国四川省内江市隆昌市的全日制公办完全中学。始建于1667年，后经将近300年，改为四川省隆昌县第一中学。
1981年，被评定为四川省首批办好的重点中学。2006年，创建为国家级示范性普通高中。2013年，确认为四川省首批一级示范性普通高中。

## 历史沿革
四川省隆昌市第一中学相关历史沿革：
- 1667年（清康熙六年），于文庙旧址始建金鹅书院。
- 1801年（清嘉庆六年），更名为莲峰书院。
- 1903年（清光绪二十九年），改书院为隆昌县官立高等小学堂。
- 1907年（清光绪三十三年），创办隆昌中学堂。
- 1925年（民国十四年），更名为隆昌县立初级中学校。
- 1939年（民国二十八年），因抗战，迁至云顶寨下金墨湾办学。
- 1946年（民国三十五年），从金墨湾回迁，增设高中。
- 1947年，更名为隆昌县立中学。
- 1960年，更名为四川省隆昌县第一中学。
- 1981年，评定为四川省首批办好的重点中学。
- 2006年，创建为国家级示范性普通高中。
- 2013年，确认为四川省首批一级示范性普通高中。
- 2017年，更名为四川省隆昌市第一中学。

## 办学思想
| 思想     | 内容                                     |
| -------- | ---------------------------------------- |
| 校训     | 团结、诚朴、创造、奉献                   |
| 校风     | 严教、勤学、生动、活泼                   |
|          |                                          |
| 学风     | 励志、勤学、文明、守纪                   |
| 教风     | 敬业、爱生、勤学、自律                   |
|          |                                          |
| 办学理念 | 崇严、尚勤、谋活、求精                   |
|          |                                          |
| 办学特色 | 心海护航、艺体两翼、为学生全面发展奠基。 |

## 部门组织架构

### 机构设置
四川省隆昌市第一中学设有行政办公室、党务办公室、教科室、教导处、政教处、后勤处、保卫科、信息技术科、艺体科、团委、学生成长中心、对外交流科、工会。有四个支部，初中支部，高一支部、高二支部、高三支部。

### 人员构成
四川省隆昌市第一中学有校长兼书记1人，副校长2人，中层干部23人。在职教职工402人，退休教职工155人。有122个班，在校学生6453人，其中初中生1713人，高中学生4740人。
| 年份   | 校长 | 副校长 | 书记 | 副书记 | 干部 | 在职教职 | 高中教师 | 初中教师 | 退休教职工 | 离休职工 | 班级数目 | 在校学生 | 初中生 | 高中生 |
| ------ | ---- | ------ | ---- | ------ | ---- | -------- | -------- | -------- | ---------- | -------- | -------- | -------- | ------ | ------ |
| 2023年 | 1    | 2      | 1    | 0      | 23   | 402      | /        | /        | 155        | /        | 122      | 6453     | 1713   | 4740   |
| 2022年 | 1    | 2      | 1    | 0      | 19   | 405      | 300      | 105      | 154        | 1        | 125      | 6510     | 1721   | 4789   |
| 2021年 | 1    | 3      | /    | /      | 20   | 395      | 290      | 105      | 149        | 1        | 109      | 6246     | 1704   | 4650   |
| 2020年 | 1    | 2      | 0    | 1      | 15   | 395      | 300      | 95       | 146        | /        | 109      | 5975     | 1641   | 4334   |
| 2019年 | 1    | 2      | 0    | 1      | 17   | 385      | 392      | 93       | 146        | /        | 115      | 5927     | 1658   | 4269   |

## 著名校友
- 马远良，水声工程专家，中国工程院院士。
- 郑皆连，桥梁工程专家，教授级高级工程师，中国工程院院士，现任广西壮族自治区科协主席。
- 郭尚平，石油开发专家，流体力学家，生物力学家，中国科学院院士。率先提出“微观渗流”和“生物渗流”概念和理论，是克拉玛依油田和大庆油田主要的设计者与开发者。
- 田野，数学家，中国科学院数学与系统科学研究院研究员。在数论领域做出了杰出的贡献，中国科学院院士。
- 黄卡玛，主要从事无线电物理等方面的研究工作。担任《电波科学学报》、《四川大学学报》等刊物编委，入选中华人民共和国教育部2007年度“长江学者”特聘教授，中国国家杰出青年科学基金获得者，曾获得国家技术发明二等奖。2023年8月31日，入选中国科学院院士候选名单。
- 吕健林，射击运动员，2024年射击世界杯巴库站男子双向飞碟金牌得主、2024年夏季奥林匹克运动会混合团体双向飞碟铜牌得主。
- 江柏村，《黑神话·悟空》策划负责人及首席游戏设计师。